# Svend Rindom
Svend Peter Christian Rindom (* 30. Juni 1884 in Kopenhagen; † 10. Dezember 1960 ebenda) war ein dänischer Schauspieler und Drehbuchautor.

## Leben
Svend Rindom wuchs als Sohn des Pfarrers Axel Frederik Rindom (1836–1919) und seiner Frau Vibeke Birch (1857–1929) in Kopenhagen auf. Er hatte sieben Geschwister, darunter der Schriftsteller Erik Rindom.
Er war von 1902 bis 1905 Schauspielstudent in Aarhus. Seine Theaterkarriere führte ihn ans Aarhus Teater, Odense Teater, Folketeatret, Dagmarteatret und ans Königliche Theater Kopenhagen. Zudem stand er als Theaterschauspieler auch in Norwegen, Schweden, Großbritannien, Deutschland und Frankreich auf der Bühne. Sein filmisches Schaffen umfasst von 1911 bis 1968 insgesamt 38 Film-und-Fernsehproduktionen, davon zehn Stummfilme. Zudem hatte Rindom etwa 40 Drehbücher verfasst. Der im Jahr 1948 erschienene, von Heinz Rühmann inszenierte Film Die kupferne Hochzeit basiert auf einem Theaterstück von Rindom.
Svend Rindom war in erster Ehe vom 28. April 1901 bis zu ihrem Suizid im Mai 1922 mit der Schauspielerin Ellen Diedrich verheiratet. Aus der Ehe ging eine Tochter hervor, die Schauspielerin Jessie Rindom. Seine zweite Ehefrau war ab dem 4. September 1926 bis zu seinem Tod die Schauspielerin Hertha Christophersen. Die Ehe blieb kinderlos. Rindom starb am 10. Dezember 1960 im Alter von 76 Jahren in Kopenhagen. Seine Grabstätte befindet sich auf dem Assistenzfriedhof.

## Filmografie (Auswahl)
- 1914: Das geheimnisvolle X (Det hemmelighedsfulde X, als Schauspieler)
- 1924: Pat und Patachon: Adel aus der Manege (Tagt, Tone og Tosser)
- 1924: Das Wiener Kind (Wienerbarnet, Theaterstück)
- 1925: Du sollst deine Frau ehren (Du skal ære din hustru)
- 1933: 5 raske piger
- 1938: Life on the Hegn Farm
- 1939: Circus
- 1940: Familien Olsen
- 1942: Entgleiste Menschen (Afsporet)
- 1942: Tyrannens fald
- 1945: Affæren Birte
- 1945: De kloge og vi gale
- 1949: Det gælder os alle
- 1949: Love Wins Out
- 1950: Mosekongen